# Jassargus refractus
Jassargus refractus är en insektsart som beskrevs av Logvinenko 1965. Jassargus refractus ingår i släktet Jassargus och familjen dvärgstritar. Inga underarter finns listade i Catalogue of Life.